# Casa Calvet
Casa Calvet (spanisch und katalanisch für Haus Calvet) in Barcelona ist ein Werk des katalanischen Architekten Antoni Gaudí. Das in der Carrer de Casp 48 im Stadtteil Eixample für den Textilfabrikanten Pedro Mártir Calvet errichtete Wohn- und Geschäftshaus gilt als der konventionellste Bau Gaudís. Das Gebäude fügt sich harmonisch in seine Umgebung ein und besticht durch seine Eleganz. Die Fassade erscheint – untypisch für Gaudí – symmetrisch und ebenmäßig. Die sonst von ihm bevorzugten geschwungenen Linien, schrägen Säulen und Farbigkeit fehlen. Nur der barock wirkende Erker im zweiten Stockwerk, die beiden Giebel und die kleeblattförmigen Balkone nehmen etwas von der Strenge und weisen moderne Elemente auf. An den Balkonen zeigt sich wieder der geschickte Umgang Gaudís mit schmiede- und gusseisernen Arbeiten, die er gekonnt mit dem Naturstein der Fassade kombiniert.
Wie bei vielen seiner Bauwerke gestaltete Gaudí auch die Innenausstattung – von den eisernen Gittern des Aufzugs über die Wandverkleidungen bis zum Mobiliar. An vielen Stellen des Hauses finden sich Darstellungen und Anspielungen auf Pilze, die Pedro Calvet sammelte. Calvet beauftragte Gaudí zum einen, um ein modernes und zukunftsweisendes Gebäude zu erhalten, und zum anderen wahrscheinlich auch, weil Gaudí genau wie sein Auftraggeber ein selbstbewusster Katalane mit Hang zum Nationalismus war.
Die Pläne wurden von der staatlichen Behörde zunächst zurückgewiesen, da sie die erlaubte Traufhöhe überschritten. Gaudí beabsichtigte daher, die Giebel aufzugeben. Letztlich wurde dem Bauantrag doch in seiner ursprünglichen Form, wahrscheinlich auf Druck des Bauherrn, stattgegeben. Casa Calvet erhielt als einziges Gebäude Gaudís eine offizielle Auszeichnung: Im Jahre 1900 gewann er damit den ersten Preis beim jährlichen Architekturwettbewerb der Stadt Barcelona (Concurs anual d'edificis artístics).